# توماس روندکویست
توماس روندکویست (انگلیسی: Thomas Rundqvist؛ زادهٔ ۴ مهٔ ۱۹۶۰) بازیکن هاکی روی یخ اهل سوئد است.
از باشگاه‌هایی که در آن بازی کرده‌است می‌توان به مونترآل کانادینز اشاره کرد.